# Conorbella
Conorbella es un género de foraminífero bentónico de la familia Glabratellidae, de la superfamilia Glabratelloidea, del suborden Rotaliina y del orden Rotaliida. Su especie tipo es Discorbina pulvinata. Su rango cronoestratigráfico abarca el Holoceno.

## Clasificación
Conorbella incluye a las siguientes especies:
- Conorbella americana
- Conorbella clarionensis
- Conorbella earlandi
- Conorbella erecta
- Conorbella imperatoria
- Conorbella pulvinata

Otra especie considerada en Conorbella es:
- Conorbella patelliformis, aceptado como Pileolina patelliformis